# Scum’s Wish
Scum’s Wish (jap. クズの本懐 Kuzu no Honkai) ist eine Manga-Serie von Mengo Yokoyari, die von 2012 bis 2017 in Japan erschien. Sie ist in die Genres Drama, Romantik, Seinen einzuordnen und wurde als Dorama und Anime-Fernsehserie adaptiert.

## Inhalt
An ihrer Oberschule werden Mugi Awaya (粟屋 麦) und Hanabi Yasuraoka (安楽岡 花火) als das perfekte Paar wahrgenommen, das auch noch bei allen anderen beliebt ist, auch wenn viele auf ihr Glück neidisch sind. Doch tatsächlich sind beide gar nicht ineinander verliebt, sie spielen das allen nur vor. Sie lieben ihre Lehrer: Hanabi ihren Klassenlehrer Narumi Kanai (鐘井 鳴海), den sie seit Kindheit kennt und liebt, und Mugi die Musiklehrerin Akane Minagawa (皆川 茜). Doch mussten beide feststellen, dass die von ihnen begehrten nicht sie, sondern einander lieben. So schlossen die Schüler den Pakt, ein Paar vorzutäuschen, bis sie endlich mit ihrer wahren Liebe zusammenkommen können.

## Veröffentlichung
Der Manga erschien von September 2012 bis März 2017 im Magazin Big Gangan. Der Verlag Square Enix brachte die Kapitel auch in acht Sammelbänden heraus. Diese verkauften sich jeweils über 80.000 mal in Japan. Bis Ende 2017 wurden insgesamt über 1,9 Millionen Bände gedruckt.
Eine deutsche Übersetzung der Serie erschien zwischen April 2018 und August 2019 vollständig bei Kazé Deutschland. Yen Press brachte die Serie auf Englisch heraus, wobei die Fassung online auch von Crunchyroll veröffentlicht wurde, und bei Tong Li Publishing erschien eine chinesische Übersetzung.
Im Dezember 2016 erschien in Japan ein Artbook mit dem Titel Ambivalent. Seit November 2017 erscheint im gleichen Magazin eine Fortsetzung, ebenfalls geschaffen von Mengo Yokoyari, unter dem Titel Kuzu no Honkai décor. Dessen deutsche Übersetzung erschien im August 2019 bei Kazé.

## Anime-Adaption
Unter der Regie von Masaomi Andō entstand beim Studio Lerche eine Anime-Adaption des Mangas. Die Drehbücher schrieb Makoto Uezu und die künstlerische Leitung lag bei Tomonari Suzuki. Das Charakterdesign entwarf Keiko Kurosawa. Die verantwortlichen Produzenten waren Gō Wakabayashi, Naokado Fujiyama und Shota Komatsu.
Die 12 Folgen wurden vom 12. Januar bis 30. März 2017 von Fuji TV im Programmblock Noitamina ausgestrahlt. Amazon Prime Video und Anime Strike zeigten englisch untertitelte Fassungen, Amazon Prime zusätzlich auch mit deutschen und spanischen Untertiteln.
Am 19. Oktober 2020 erschien bei NipponArt die deutsche Fassung auf DVD und Blu-ray.

### Synchronisation
Die deutsche Synchronisation entstand bei DMT Digital Media Technologie unter der Regie von Detlef Klein und nach einem Dialogbuch von Andreas Barz.
| Rolle            | Japanische Stimme  | Deutsche Stimmen  |
| ---------------- | ------------------ | ----------------- |
| Hanabi Yasuraoka | Chika Anzai        | Leonie Landa      |
| Mugi Awaya       | Nobunaga Shimazaki | Tim Kreuer        |
| Narumi Kanai     | Kenji Nojima       | Patrick Stamme    |
| Akane Minagawa   | Aki Toyosaki       | Jenny Maria Meyer |

### Musik
Die Musik der Serie wurde komponiert von Masaru Yokoyama. Das Vorspannlied ist Uso no Hibana (嘘の火花) von 96Neko und der Abspann ist unterlegt mit dem Lied Heikōsen (平行線) von Sayuri.

## Realverfilmung
Nach Drehbüchern von Ere Hagiwara und Motoko Takahashi entstand 2017 auch eine Realverfilmung des Mangas für das japanische Fernsehen. Regie führten Shogo Miyaki und Shunsuke Shinada, die Musik stammt von Yui Koichi. Die Serie wurde etwa parallel zur Animeserie, vom 18. Januar bis 5. April 2017 von Fuji TV gezeigt.